# 未練〜STILL〜
「未練〜STILL〜」（みれん・スティル）は、1988年3月21日に発売されたやしきたかじんの15枚目のシングル。

## 解説
たかじんの代表曲のひとつであり、コンサートの定番曲。当初は、「スティル未練」、「〜STILL〜未練」とも呼ばれていた。初出はオリジナルアルバム『ICHIZU』。
アルバム版とシングル版では編曲が異なり、アルバム版は鹿紋太郎・高田弘（Strings編曲）で、シングル版は萩田光雄。ポリスター移籍後の1996年「TAKAJIN DO MY BEST」の1曲で芳野藤丸の編曲でリメイク収録。本作より、8cmCDの発売が開始された。「わが輩は歌手である〜たかじんソング&トークライブ〜」と同日発売。

## 収録曲
- 両楽曲共に、作詞・作曲：鹿紋太郎

1. 未練〜STILL〜 [04:15]
編曲：萩田光雄
2. カウント・ダウン [04:26]
編曲：鹿紋太郎